# Två trappor över gården
Två trappor över gården är en svensk dramafilm från 1950 i regi av Gösta Werner

## Om filmen
Filmen förhandvisades 21 januari 1950 i Uppsala, efter visningen ombads publiken svara på vissa frågor som ställts i ett utdelat formulär. Den officiella premiären genomfördes 28 februari 1950. Inspelningen skedde med ateljéfilmning i Filmstaden Råsunda med exteriörscener från Vaxholm och vid nedlagda Strömbergs bruk norr om Tierp samt vid Venngarns slottskapell av Sten Dahlgren. Som förlaga har man Nils Idströms roman Två trappor över gården som utgavs under pseudonymen Karsten Wimmermark 1949.  I Tyskland ändrades filmen genom omklippning så att den fick ett positivt slut.

## Roller i urval
- Gertrud Fridh - Inga Larsson
- Bengt Eklund - Bengt Hallberg, konstnär
- Irma Christenson - Tessan, prostituerad, Ingas faster
- Sif Ruud - Syster Gunhild, skyddshemsföreståndarinna
- Elof Ahrle - Konrad, nattvakt
- Åke Fridell - portvakt
- Björn Berglund - Ingas far
- Ilse-Nore Tromm - Ingas mor
- Stig Järrel - konstsamlare
- Lisskulla Jobs - diakonissa
- Ann Bornholm - Inga som barn
- Ingrid Lothigius - Ugglan, skyddshemsledarinna
- Else Fisher - Anita
- Ella Lindblom - Siv
- Barbro Nordin - Greta

## Musik i filmen
- Titel Elegi, kompositör Charles Wildman, instrumental.
- Conflict, kompositör Ludo Philipp, instrumental.
- Prunella, kompositör Leslie Bridgewater, instrumental.
- Var barmhärtig, kompositör Nikolaj Romanovic Bakaleinikov, svensk text Algot Sandberg, instrumental.
- Spectre, kompositör Joseph Engleman, instrumental.
- Guldgrävarsången (En gång i fjärran väst), text Fredrik Bloom
- Impending Doom, kompositör Hans May, instrumental.